# European Drama and Performance Studies

European Drama and Performance Studies est une revue scientifique consacrée aux arts de la scène publiée par les éditions Classiques Garnier.

## Historique
Elle a été fondée en 2013 par Sabine Chaouche qui en est la directrice. Elle est destinée aux universitaires, étudiants, amateurs de théâtre et professionnels du spectacle. Deux numéros sont publiés chaque année. La revue aborde des thèmes variés et accepte les articles en français et en anglais. Ses ISSN sont 2266-9035 (version imprimée) et 2045-8541 (version électronique).

## Numéros publiés
- 2013, no 1 - Le développement du « grand spectacle » en France : politiques, gestion, innovations (1715-1864)
- 2014–1, no 2 - L'éloquence du silence : dramaturgie du non-dit sur la scène théâtrale des XVIIe et XVIIIe siècles
- 2014-2, no 3 - Le document iconographique dans son contexte : le hors-champ des images du spectacle
- 2015-1, no 4 - Dance and the Dutch Republic
- 2015-2, no 5 - Consuming Female Performers (1850s-1950s)
- 2016-1, no 6 - Shakespeare sur la scène française hier et aujourd’hui
- 2016-2, no 7 - Le Suicide à la scène
- 2017-1, n° 8 - Danse et morale, une approche généalogique
- 2017-2, n° 9 - Écrire pour la scène (xve-xviiie siècle)
- 2018-1, n° 10 - Masculinité et théâtre

Hors-série : 
2017 : Déjouer l’injouable : la scène contemporaine à l’épreuve de l’impossible